# Helicia macrostachya
Helicia macrostachya är en tvåhjärtbladig växtart som beskrevs av Lauterbach. Helicia macrostachya ingår i släktet Helicia och familjen Proteaceae. Inga underarter finns listade i Catalogue of Life.